# 德伯爾恩
德伯尔恩（德語：Döbeln，發音：[ˈdøːbl̩n] ⓘ，發音：[ˈdɔblʲin]）是德国萨克森州中萨克森县的城市，面积91.74平方千米，2023年12月31日人口为23,728人。